# Linda Chou

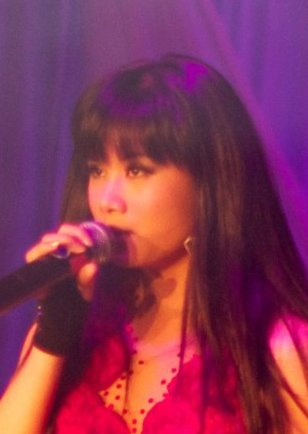
Linda Chou in 2015

Linda Chou (* 24. Februar 1983 in Kalifornien) ist eine US-amerikanische Sängerin mit asiatischen Wurzeln.

## Werdegang
Linda Chou wurde 1983 als Tochter einer vietnamesischen Mutter und eines taiwanischen Vaters in Kalifornien geboren. Linda begann sich sehr früh mit Musik zu beschäftigen. Motiviert durch ihre Mutter begann Linda Chou als dreijähriges Kind japanische Lieder zu singen. Nach dem Schulabschluss besuchte Linda Chou zunächst die Long Beach Polytechnic High School, dann studierte sie Pharmakologie an der Universität von Kalifornien, wo sie das Bakkalaureat machte. Erste Bekanntheit erlangte Linda Chou im Jahr 2006 durch ihren Sieg bei ETTV Chinese World Top Idol. Ein Jahr später gewann sie den Liederwettbewerb ETTV World Top Idol in Taiwan. Im August 2008 erschien ihre erste Platte unter dem Namen Secret. Bislang veröffentlichte Linda Chou vier Alben.

## Diskografie

### Alben
- Tinh Mai Ben Nhau (2008)
- Secret (2008)
- Nguoi Tinh Mua Dong (2009)
- Eternal Love (2011)